# Ngarenaro (Bezirk)
Ngarenaro ist ein Verwaltungsbezirk (Ward) des Distrikts Arusha (CC) in der tansanischen Region Arusha.

## Geografie
Ngarenaro liegt im Norden von Tansania. Der Bezirk liegt westlich des Zentrums von Arusha zwischen der Nairobi-Moshi-Road (Nationalstraße T2) im Norden und der Sokoine Avenue im Süden. Die Grenze im Westen folgt weitgehend dem Fluss Ngarenaro. Bei der Volkszählung 2022 lebten hier 8812 Menschen in 3003 Haushalten.

## Gliederung
Der Bezirk besteht aus fünf Stadtteilen (Mtaa):
- Kambi ya fisi
- Darajani
- NHC
- TCA
- Mita 200

## Wirtschaft und Infrastruktur
- Gesundheit: In Ngarenaro befindet sich ein Gesundheitszentrum, das auch kleine chirurgische Eingriffe durchführt.[6] Im Bezirk liegt außerdem die private Apotheke Jobi.[7]
- Bildung: Die wichtigste Bildungsstätte des Bezirks ist das Arusha Technical College, das 1978 gemeinsam von den Regierungen der Vereinigten Republik Tansania und Deutschland gegründet wurde.[8] Die Ngarenaro Secondary School ist eine private weiterführende Schule, die Jugendliche bis zur 4 Stufe ausbildet.[9]

## Persönlichkeiten
- Dogo Janja (Abdulazizi Abubakari Chende), Rapper der auch eine Single mit dem Titel Ngarenaro herausbrachte.